# Baek Seok
Baek Seok (hangul=백기행, hanja=白夔行, McCune-Reischauer, Baek Gi-haeng, romanización revisada del coreano; Chŏngju, Pionyang, 1 de julio de 1912 – enero de 1995), nacido Paek Kihaeng (hangul=백석, hanja=白石 o 白奭, McCune-Reischauer, Baek Seok, romanización revisada del coreano, Paek Sŏk), fue un poeta norcoreano.

## Biografía
Baek Seok empezó su carrera en el periodismo en el periódico Chosun Ilbo en 1934. Fue a la escuela secundaria Osan, donde fueron sus profesores Kim Sowol y Kim Eok. Después fue a la academia Aoyama en Japón, donde estudió literatura inglesa con una beca del Chosun Ilbo. Volvió a Corea en 1934 y trabajó en la revista Mujer, que también publicaba el Chosun Ilbo. Debutó en la literatura en 1935 con la publicación del poema "La fortaleza Jeongjuseong" (Jeongjuseong) en el Chosun Ilbo, seguido de más poesía, ensayos personales e historias tradicionales.

## Obra
Publicó su primer poema "La fortaleza Jeongjuseong" el 31 de agosto de 1935 en el Chosun Ilbo. El 20 de enero del siguiente año publicó de forma personal una recopilación de poemas titulada El ciervo (사슴, Sasŭm). Aunque su libro de poesía era único, solo se imprimieron 100 copias. El ciervo contenía 33 poemas basados en la estructura de variaciones Goldberg de J. S. Bach, la cual acababa de publicarse dos años antes en París grabada por Wanda Landowska. La mayoría de los poemas de El ciervo eran nuevos, pero siete de ellos ya se habían publicado en revistas o periódicos. Hasta 1948 publicó unos 60 poemas, pero se cree que no hizo ninguna otra recopilación de poesía. Le gustaba emplear el dialecto de Pyonyang en sus obras, pero con la división de Corea, el gobierno norcoreano le impidió estar muy activo.
En la República de Corea estuvo estrictamente prohibida la publicación de su obra por un tiempo, pues estaba considerado un poeta norcoreano y comunista. Sin embargo, desde 1987, con la primera publicación de sus poemas y ensayos después de la guerra de Corea, su obra ha vuelto a ser analizada por académicos y críticos. Actualmente se considera que abrió un nuevo aspecto del modernismo socialista coreano desde su propia perspectiva, usando su dialecto pyongbuk, ciertos arcaísmos y basando sus obras en el sentimentalismo localista.
Los surcoreanos creyeron mucho tiempo que Baek Sok murió en una granja colectiva en 1963, pero recientemente se ha descubierto que vivió hasta 1995.

## Obras en coreano (lista parcial)
- La obra poética de Baek Seok (Baek Seok Sijeonjip, 1987)
- "Hay un muro blanco" (Huin Barambyeogi Isseo)
- "El sonido de las aves de la montaña" (Metsae sori)